# Estádio Gerald J. Ford
O Estádio Gerald J. Ford (em inglês: Gerald J. Ford Stadium) é um estádio localizado em University Park, Texas, Estados Unidos, possui capacidade total para 32.000 pessoas, é a casa do time de futebol americano universitário SMU Mustangs football da Universidade Metodista Meridional. O estádio foi inaugurado em 2000 em substituição ao Ownby Stadium demolido em 1998, o estádio leva o nome do banqueiro e ex-aluno da universidade Gerald J. Ford.